# Jan Šubelj
Jan Šubelj est un joueur d'échecs slovène né le 13 septembre 2004 à Ljubljana, champion de Slovénie en 2024.
Au 1er mai 2025, il est le sixième joueur slovène avec un classement Elo de 2 537 points.

## Biographie et carrière
Grand maître international depuis 2023, Jan Šubelj a remporté le championnat de Slovénie d'échecs en 2024 et le festival d'échecs de Ljubljana en 2025.
Jan Šubelj  a représenté la Slovénie lors des olympiades de 2022 et 2024.  La Slovénie finit neuvième de  l'Olympiade d'échecs de 2024 avec l'aide de deux joueurs russes (Fedosseïev et Demtchenko).